# Лаодіка (донька Антіоха II)
Лаодіка (Λαοδίχη; 3 ст. до н. е.) — принцеса з династії Селевкідів, донька імператора Антіоха II та його першої дружини Лаодіки I. У шлюбі — королева Понтійської держави, дружина Мітрідата II.

## Життєпис
Лаодіка була донькою монархів держави Селевкідів Антіоха II та Лаодіки I. Її братами були Селевк II Каллінік та Антіох Гіеракс.
Між 245 та 239 роками до н. е. батьки Лаодіки вирішили видати її за Понтійського базилевса Мітрідата II. Це стало частиною політичного альянсу між двома країнами. 245 року до н. е. почалась Третя Сирійська війна, і для отримання допомоги з боку Понта як посаг була віддана Фригія.
Після весілля позиції Мітрідата в Малій Азії посилилися, що дозволило його державі стати однією з потужних сил в регіоні.
Шлюб дозволив Селевку II Калиннику перекинути війська з Анатолії до Єгипту проти Птолемея III. Лаодіка могла вплинути на рішення Мітрідата підтримати Антіоха Гіеракса, що спирався на малоазійські володіння Селевкідів, у його боротьбі з Селевком.
У Лаодіки і Мітрідата II було дві доньки та один син:
- Лаодіка III, дружина Антіоха III Великого.
- Лаодікея, дружина полководця Ахея, намісника Малої Азії.
- Мітрідат III, базилевс Понту у 210—190 р. до н. е.